# Episodi di Goodyear Television Playhouse (prima stagione)
La prima stagione della serie televisiva Goodyear Television Playhouse è stata trasmessa in anteprima negli Stati Uniti d'America dalla NBC tra il 14 ottobre 1951 e il 31 agosto 1952.
| nº | Titolo originale            | Titolo italiano | Prima TV USA     | Prima TV Italia |
| -- | --------------------------- | --------------- | ---------------- | --------------- |
| 1  | October Story               |                 | 14 ottobre 1951  |                 |
| 2  | The Copper                  |                 | 28 ottobre 1951  |                 |
| 3  | Flight to Freedom           |                 | 11 novembre 1951 |                 |
| 4  | The Eleventh Ward           |                 | 25 novembre 1951 |                 |
| 5  | Money to Burn               |                 | 9 dicembre 1951  |                 |
| 6  | I Was Stalin's Prisoner     |                 | 23 dicembre 1951 |                 |
| 7  | A Softness in the Wind      |                 | 6 gennaio 1952   |                 |
| 8  | Raymond Schindler, Case One |                 | 20 gennaio 1952  |                 |
| 9  | Tour of Duty                |                 | 3 febbraio 1952  |                 |
| 10 | Crown of Shadows            |                 | 17 febbraio 1952 |                 |
| 11 | Treasure Chest              |                 | 2 marzo 1952     |                 |
| 12 | Three Letters               |                 | 16 marzo 1952    |                 |
| 13 | Tigers Don't Sing           |                 | 30 marzo 1952    |                 |
| 14 | The Medea Cup               |                 | 13 aprile 1952   |                 |
| 15 | The Travellers              |                 | 27 aprile 1952   |                 |
| 16 | The Twenty-Third Mission    |                 | 11 maggio 1952   |                 |
| 17 | The Lantern Copy            |                 | 25 maggio 1952   |                 |
| 18 | Four Meetings               |                 | 8 giugno 1952    |                 |
| 19 | It's a Small World          |                 | 22 giugno 1952   |                 |
| 20 | Leaf Out of a Book          |                 | 6 luglio 1952    |                 |
| 21 | The Trial of Steven Kent    |                 | 20 luglio 1952   |                 |
| 22 | The Dusty Drawer            |                 | 3 agosto 1952    |                 |
| 23 | The Witness                 |                 | 17 agosto 1952   |                 |
| 24 | Roman Fever                 |                 | 31 agosto 1952   |                 |